# Schuldig bei Verdacht
Schuldig bei Verdacht (Guilty by Suspicion) ist ein US-amerikanisches Filmdrama von Irwin Winkler aus dem Jahr 1991.

## Handlung
Der Regisseur David Merrill ist verheiratet und hat einen Sohn, er widmet jedoch die meiste Zeit seiner Arbeit, für die er seine Familie vernachlässigt. Merrill kehrt im Jahr 1951 aus Paris nach Hollywood zurück. Dort erfährt er, dass er vor dem Komitee für unamerikanische Umtriebe aussagen soll.
Merrill wird aufgefordert, die Namen der Sympathisanten des Kommunismus aus seinem Bekanntenkreis zu nennen. Er verweigert die Aussage, woraufhin sein Name auf die schwarze Liste eingetragen wird. Die Filmproduzenten wollen nicht mehr mit ihm zusammenarbeiten. Das FBI beschattet ihn.
Als Merrill sogar in der Werbebranche keine Arbeit mehr findet, willigt er in eine Aussage ein. Er erscheint vor dem Komitee für unamerikanische Umtriebe, wo er erzählt, dass er lediglich einige wenige Treffen der Kommunisten besuchte. Er wurde rausgeworfen, weil er diskutieren wollte. Obwohl der Vorsitzende der Kommission Merrill und seiner Frau droht, weigert sich der Regisseur, seine Bekannten zu denunzieren.

## Kritiken
Joe Brown schrieb in der Washington Post vom 15. März 1991, die Geschichte sei mit „bewundernswerter Einfachheit“ und „frei von Sensationslust“ erzählt. Robert De Niro strahle „warme maskuline Präsenz“ aus; der von ihm gespielte Charakter ringe zwischen Würde und Versuchung.
Das Lexikon des internationalen Films schrieb, der Film sei „konventionell inszeniert“, „vordergründig“ und vermittle „die historischen Hintergründe“ der Ereignisse nicht.

## Auszeichnungen
Irwin Winkler nahm am Wettbewerb der Internationalen Filmfestspiele von Cannes 1991 um die Goldene Palme teil. Annette Bening gewann 1992 den London Critics Circle Film Award. Der Film gewann 1992 den Political Film Society Award für Exposé und wurde für den Political Film Society Award für Menschenrechte nominiert.

## Hintergrund
Der Film wurde in Los Angeles, in Beverly Hills, in Malibu und in Pasadena gedreht. Er spielte in den Kinos der USA ca. 9,48 Millionen US-Dollar ein.